# Magnum T.A.
Terrance Wayne "Terry" Allen (Tidewater, Virginia; 11 de junio de 1959) es un ex luchador profesional estadounidense, más conocido por su nombre en el ring, Magnum T.A..

## Vida personal
Allen asistió a la escuela secundaria Norfolk Collegiate School en Norfolk, Virginia. Fue un miembro del equipo de lucha libre colegial y ganó el campeonato estatal en la división de las 167 libras. Después de su graduación, estudió en la Old Dominion University de Norfolk, pero no se graduó.

## Carrera

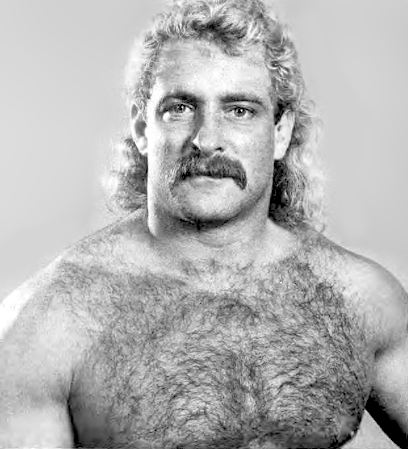
Magnum T. A., circa 1987

### Inicios
Allen comenzó a luchar en 1977 y se unió a la National Wrestling Alliance, donde comenzó a competir en Championship Wrestling from Florida y en los territorios del Pacific Northwest Wrestling. Mientras estuvo en la CWF, Allen ganó el Global Tag Team Championship en cinco ocasiones diferentes antes de trasladarse a la Mid-South Wrestling. Tras su debut en Mid-South, Allen se cambió el nombre a Magnum T.A. y adoptó un personaje conocido como el "Latido del corazón de América", con un ligero parecido al actor Tom Selleck en su personaje de televisión de la serie Magnum P.I.. Allen adoptó el nombre artístico después que André the Giant le sugirió que combinara el nombre de Magnum con las iniciales de su nombre real. Después de competir en Mid-South, ganó el Campeonato Peso Pesado de América del Norte, su primer gran título, después de derrotar a Mr. Wrestling II el 13 de mayo de 1984. Magnum mantuvo el título durante cinco meses hasta perderlo ante "The Cat" Ernie Ladd el 16 de octubre. El 22 de noviembre, Magnum perdió contra Ladd por descalificación en una revancha titular y por lo tanto, no ganó el título.

### Jim Crockett Promotions
En 1984, firmó para Jim Crockett Promotions de la National Wrestling Alliance. Después de su debut, Magnum empezó un feudo con Wahoo McDaniel y lo derrotó ganando el Campeonato Peso Pesado de los Estados Unidos el 23 de marzo de 1985. En The Great American Bash, hizo su primera defensa titular con éxito al derrotar a Kamala. Luego empezó un feudo con los Four Horsemen antes de las disputas exclusivas entre el miembro de los Horsemen, Tully Blanchard y su valet Baby Doll. El 28 de septiembre, Magnum perdido frente a líder de los Horsemen, Ric Flair, en un combate de casi 30 minutos por el Campeonato Mundial Peso Pesado de Flair. Más tarde perdió su título de los Estados Unidos contra Blanchard, poco después lo recuperó en un "I Quit" Match en Starrcade el 28 de noviembre.
En abril de 1986, Magnum empezó un feudo con Ivan Koloff, quien había empezado a proclamar que su sobrino, Nikita, se convertiría en el próximo campeón peso pesado de los Estados Unidos. Jim Crockett, Jr. estableció un contrato que firmó Magnum para defender su título contra Nikita en mayo. Al momento de la firma, Magnum trajo a su madre Marion, mientras que Nikita trajo Ivan. Sin embargo, Nikita insultó a la madre de Magnum durante la firma, instigando a una pelea. El entonces presidente de la NWA, Bob Geigel, emitió una amonestación pública contra Magnum por "conducta impropia de un campeón". Magnum respondió a esto: ¡Amonestación esto! mientras le aplicó un clothesline a Bob Geigel. Como resultado, Magnum fue despojado de su título y que fue puesto en una serie de siete luchas frente a Nikita. Después de perder las primeras tres caídas en fila ante Nikita, Magnum contraatacó, ganando las siguientes tres caídas para mantener la serie del combate en marcha. En el combate de desempate el 17 de agosto de 1986 en Charlotte, Carolina del Norte, Nikita ganó el título al derrotar a Magnum con la ayuda de Ivan y Krusher Khruschev.

### Accidente automovilístico y retiro
El 14 de octubre de 1986, Allen estaba manejando su Porsche en la lluvia y perdió el control, envolviendo el vehículo alrededor de una cabina telefónica. El accidente ocurrió en Sardis Road en Charlotte, Carolina del Norte, a tan sólo unas millas de su casa. Inicialmente, los investigadores creyeron que iba a exceso de velocidad, pero reportes forenses mostraron que estaba manejando cerca del límite de velocidad y que estaba en su auto por dos horas antes de que un testigo llamara al 911. El accidente hizo que sus vértebras C-4 y C-5 “explotaran”, y se dudó que podría caminar nuevamente. Los doctores en el Carolinas Medical Center dijeron que el acondicionamiento físico de Allen le salvó su vida. El lado derecho de su cuerpo estuvo paralizado por meses, poniendo fin a su carrera como luchador. Perder a Allen como luchador forzó al booker de la NWA Dusty Rhodes de transformar a Nikita Koloff, el último oponente de Allen antes de su accidente, en un face. Acordando al storyline, Koloff obtuvo respeto por Magnum de su feudo y quería tomar su lugar. Esto fue memoralizado en la edición de primavera de la revista Wrestling ’87. Antes de su accidente, Magnum iba a ganar el Campeonato Estadounidense por tercera vez antes de ser preparado para ser el Campeón Mundial Peso Pesado de la NWA. La primera aparición de Magnum en pantalla tras el accidente fue en Supertowns on the Superstation de TBS, en una entrevista con Tony Schiavone. Su primera aparición en frente de un público en vivo fue en la Crockett Cup de 1987, donde con la ayuda de un bastón, y dos árbitros, Magnum caminó al ringside para abrazar a Dusty y Nikita, quienes derrotarían a Tully Blanchard y Lex Luger por el campeonato del torneo. Magnum (como “The Boss” Magnum T.A.) tuvo un segmento de entrevistas titulado Straight Talk with The Boss en NWA World Wide Wrestling en 1988.

## Campeonatos y logros
- Championship Wrestling from Florida
  - NWA Florida Global Tag Team Championship (5 veces) – con Scott McGhee (3), Dusty Rhodes (1) y Brad Armstrong (1)[7]

- Jim Crockett Promotions
  - NWA United States Heavyweight Championship (2 veces)[8][9]

- Mid-South Wrestling
  - Mid-South North American Championship (2 veces)[10]
  - Mid-South Tag Team Championship (2 veces) – con Jim Duggan (1) y Mr. Wrestling II (1)[11]

- Pro Wrestling Illustrated
  - Situado en el puesto #73 de los "PWI 500" en 2003[12]